# Cliron
Cliron ist eine französische Gemeinde mit 412 Einwohnern (Stand 1. Januar 2022) im Département Ardennes in der Region Grand Est (vor 2016 Champagne-Ardenne). Sie gehört zum Arrondissement Charleville-Mézières, zum Kanton Charleville-Mézières-1 und zum Gemeindeverband Ardenne Métropole.

## Geographie
Das Dorf liegt 13 Kilometer westlich der Départements-Hauptstadt Charleville-Mézières im 2011 gegründeten Regionalen Naturpark Ardennen. Die Route nationale 43 verläuft  durch das Gemeindegebiet. Umgeben wird Cliron von den Nachbargemeinden Tournes im Osten, Haudrecy im Süden, von den im Kanton Rocroi gelegenen Gemeinden Ham-les-Moines im Südwesten, Lonny im Westen, von den im Kanton Bogny-sur-Meuse gelegenen Gemeinden Renwez im Nordwesten und Montcornet sowie von der dem Kanton Charleville-Mézières-2 zugehörigen Gemeinde Arreux im Nordosten.

## Geschichte
Im Jahr 1973 fusionierten Cliron und Montcornet zur Gemeinde Montcornet-en-Ardenne. 1989 wurde der Zusammenschluss wieder aufgehoben.

## Bevölkerungsentwicklung
| Jahr                      | 1962 | 1968 | 1975 | 1982 | 1990 | 1999 | 2007 | 2018 |
| Einwohner                 | 171  | 187  | 403  | 482  | 265  | 280  | 292  | 393  |
| Quelle: Cassini und INSEE |      |      |      |      |      |      |      |      |

## Sehenswürdigkeiten

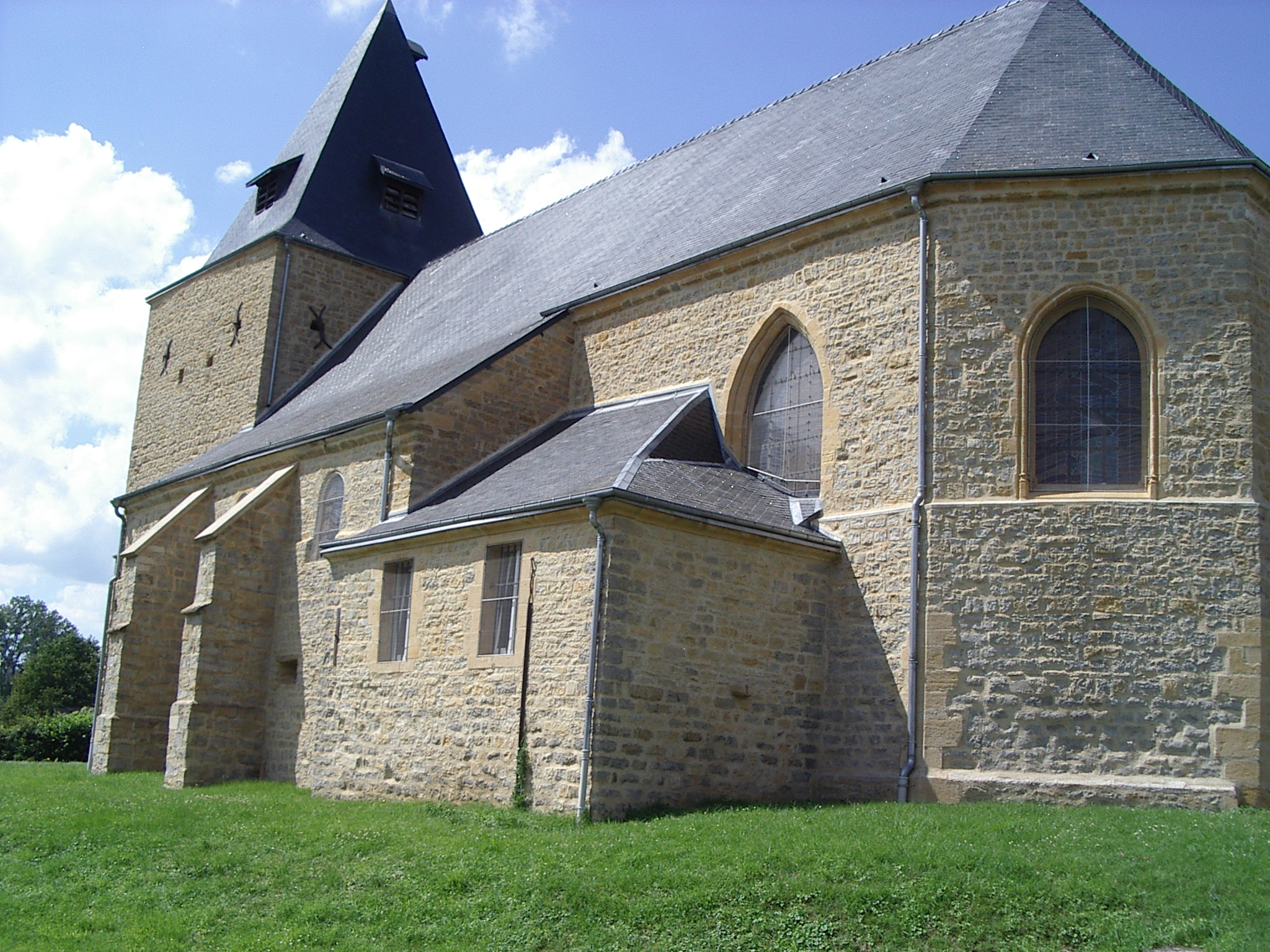
Kirche Saint-Martin

- Kirche Saint-Martin, erbaut im 16. Jahrhundert, Monument historique seit 1927[1]